# Campionato mondiale maschile di pallacanestro Under-22 1993
Il I campionato mondiale maschile di pallacanestro Under-22 FIBA 1993 (noto anche come World Championship for Men "22 and Under" 1993) si è svolto in Spagna dal 22 al 31 luglio 1993.

## Risultati

### Prima fase a gruppi
|  | Ammesse alle semifinali                  |
|  | Ammesse ai confronti per il 9º-12º posto |

#### Gruppo A
| Squadra       | G | V | P | PF  | PS  | P.ti |
| ------------- | - | - | - | --- | --- | ---- |
| Stati Uniti   | 5 | 5 | 0 | 460 | 327 | 10   |
| Francia       | 5 | 4 | 1 | 358 | 359 | 9    |
| Italia        | 5 | 3 | 2 | 411 | 347 | 8    |
| Spagna        | 5 | 2 | 3 | 384 | 394 | 7    |
| Angola        | 5 | 1 | 4 | 313 | 418 | 6    |
| Corea del Sud | 5 | 0 | 5 | 410 | 481 | 5    |

#### Gruppo B
| Squadra       | G | V | P | PF  | PS  | P.ti |
| ------------- | - | - | - | --- | --- | ---- |
| Brasile       | 5 | 4 | 1 | 440 | 360 | 9    |
| Argentina     | 5 | 3 | 2 | 398 | 334 | 8    |
| Grecia        | 5 | 3 | 2 | 410 | 383 | 8    |
| Australia     | 5 | 3 | 2 | 344 | 337 | 8    |
| Israele       | 5 | 2 | 3 | 375 | 384 | 7    |
| Taipei cinese | 5 | 0 | 5 | 262 | 431 | 5    |

### Fase ad eliminazione diretta

#### Tabellone gare 9º - 12º posto
|  | Playoffs      | Playoffs      | Playoffs |         |        | Nono posto       | Nono posto       | Nono posto       |  |
|  |               |               |          |         |        |                  |                  |                  |  |
|  | Taipei cinese | Taipei cinese | 68       |         |        |                  |                  |                  |  |
|  | Taipei cinese | Taipei cinese | 68       |         |        |                  |                  |                  |  |
|  | Angola        | Angola        | 75       |         |        |                  |                  |                  |  |
|  | Angola        | Angola        | 75       |         | Angola | Angola           | 61               |                  |  |
|  |               |               |          |         | Angola | Angola           | 61               |                  |  |
|  |               |               | Israele  | Israele | 65     |                  |                  |                  |  |
|  | Corea del Sud | Corea del Sud | Israele  | Israele | 65     | 88               |                  |                  |  |
|  | Corea del Sud | Corea del Sud |          |         |        | 88               |                  |                  |  |
|  | Israele       | Israele       | 94       |         |        | Undicesimo posto | Undicesimo posto | Undicesimo posto |  |
|  | Israele       | Israele       | 94       |         |        |                  |                  |                  |  |
|  |               |               |          |         |        |                  |                  |                  |  |
|  |               |               |          |         |        | Taipei cinese    | Taipei cinese    | 87               |  |
|  |               |               |          |         |        | Taipei cinese    | Taipei cinese    | 87               |  |
|  |               |               |          |         |        | Corea del Sud    | Corea del Sud    | 96               |  |

#### Tabellone gare 5º - 8º posto
|  | Playoffs  | Playoffs  | Playoffs |        |           | Quinto posto  | Quinto posto  | Quinto posto  |  |
|  |           |           |          |        |           |               |               |               |  |
|  | Australia | Australia | 59       |        |           |               |               |               |  |
|  | Australia | Australia | 59       |        |           |               |               |               |  |
|  | Argentina | Argentina | 69       |        |           |               |               |               |  |
|  | Argentina | Argentina | 69       |        | Argentina | Argentina     | 81            |               |  |
|  |           |           |          |        | Argentina | Argentina     | 81            |               |  |
|  |           |           | Grecia   | Grecia | 83        |               |               |               |  |
|  | Spagna    | Spagna    | Grecia   | Grecia | 83        | 69            |               |               |  |
|  | Spagna    | Spagna    |          |        |           | 69            |               |               |  |
|  | Grecia    | Grecia    | 73       |        |           | Settimo posto | Settimo posto | Settimo posto |  |
|  | Grecia    | Grecia    | 73       |        |           |               |               |               |  |
|  |           |           |          |        |           |               |               |               |  |
|  |           |           |          |        |           | Spagna        | Spagna        | 89            |  |
|  |           |           |          |        |           | Spagna        | Spagna        | 89            |  |
|  |           |           |          |        |           | Australia     | Australia     | 76            |  |

#### Tabellone finale
|  | Quarti di finale | Quarti di finale |             |        | Semifinali                | Semifinali                |  |  | Finale | Finale |
|  |                  |                  |             |        |                           |                           |  |  |        |        |
|  |                  |                  |             |        |                           |                           |  |  |        |        |
|  |                  |                  |             |        |                           |                           |  |  |        |        |
|  | Stati Uniti      | 82               |             |        |                           |                           |  |  |        |        |
|  | Stati Uniti      | 82               |             |        |                           |                           |  |  |        |        |
|  | Australia        | 56               |             |        |                           |                           |  |  |        |        |
|  | Australia        | 56               | Stati Uniti | 85     |                           |                           |  |  |        |        |
|  |                  |                  | Stati Uniti | 85     |                           |                           |  |  |        |        |
|  |                  | Italia           | 72          |        |                           |                           |  |  |        |        |
|  | Italia           | Italia           | 72          | 74     |                           |                           |  |  |        |        |
|  | Italia           |                  |             | 74     |                           |                           |  |  |        |        |
|  | Argentina        | 68               |             |        |                           |                           |  |  |        |        |
|  | Argentina        | 68               | Stati Uniti | 87     |                           |                           |  |  |        |        |
|  |                  |                  | Stati Uniti | 87     |                           |                           |  |  |        |        |
|  |                  | Francia          | 73          |        |                           |                           |  |  |        |        |
|  | Spagna           | Francia          | 73          | 73     |                           |                           |  |  |        |        |
|  | Spagna           |                  |             | 73     |                           |                           |  |  |        |        |
|  | Brasile          | 77               |             |        |                           |                           |  |  |        |        |
|  | Brasile          | 77               | Brasile     | 83     | Finale per il terzo posto | Finale per il terzo posto |  |  |        |        |
|  |                  |                  | Brasile     | 83     | Finale per il terzo posto | Finale per il terzo posto |  |  |        |        |
|  |                  | Francia          | 91          |        |                           |                           |  |  |        |        |
|  | Grecia           | Francia          | 91          | 66     | Brasile                   | 79                        |  |  |        |        |
|  | Grecia           |                  |             | 66     | Brasile                   | 79                        |  |  |        |        |
|  | Francia          | 86               |             | Italia | 76                        |                           |  |  |        |        |
|  | Francia          | 86               |             |        | 76                        |                           |  |  |        |        |
|  |                  |                  |             |        |                           |                           |  |  |        |        |
|  |                  |                  |             |        |                           |                           |  |  |        |        |

## Classifica finale
| Campione del Mondo | Campione del Mondo | Campione del Mondo |
| --- | ------------------ | --- |
| Stati Uniti under 224 Alexander, 5 Autry, 6 Smith, 7 Woodberry, 8 Jones, 9 Ratliff, 10 Williams, 11 Person, 12 Parks, 13 Harrington, 14 Williamson, 15 Curley, All. Mike Jarvis |                    | |
| Argento | Francia            | Francia under 224 Fauthoux, 5 N'Diaye, 6 Ade-Mensah, 7 Sciarra, 8 Dumas, 9 Percevaut, 10 Risacher, 11 Bonato, 12 Sétier, 13 Bernard, 14 Becchetti, 15 Mériguet, All. Gaétan Le Brigant                                      |
| Bronzo | Brasile            | Brasile under 224 Olívia, 5 Tonico, 6 Vanderlei, 7 Edvar Simões, 8 Gema, 9 Demétrius, 10 Caio, 11 Santos, 12 Márcio, 13 Bonomi, 14 Rogério, 15 Janjão, All. Ênio Vecchi                                                     |
| 4. | Italia             | Italia under 224 Abbio, 5 Calbini, 6 Bonora, 7 Fučka, 8 De Pol, 9 Ruggeri, 10 Monzecchi, 11 Alberti, 12 Laezza, 13 Portaluppi, 14 Frosini, 15 Casoli, All. -                                                                |
| 5. | Grecia             | Grecia under 224 Holopoulos, 5 Līmniatīs, 6 Mpountourīs, 7 Avdalas, 8 Mamatziolas, 9 Mpalogiannīs, 10 Gkouzkourīs, 11 Stavrakopoulos, 12 Asteriadīs, 13 Logothetīs, 14 Tampakīs, 15 Kouvelas, All. Anastasios Eleutheriadīs |
| 6. | Argentina          | Argentina under 224 Nicola, 5 Ginóbili, 6 Montecchia, 7 Díaz, 8 Cocha, 9 D. Farabello, 10 Aragona, 11 C. Farabello, 12 Acastello, 13 Racca, 14 Schiavi, 15 Wolkowyski, All. Guillermo Vecchio                               |
| 7. | Spagna             | Spagna under 224 García, 5 Galilea, 6 Aísa, 7 Reyes, 8 Talaverón, 9 J. González, 10 Esteller, 11 Santos, 12 Paraíso, 13 Hernández, 14 J.T. González, 15 Almeida, All. Gustavo Aranzana                                      |
| 8. | Australia          | Australia under 224 Close, 5 Maher, 6 Le Gassick, 7 Mac Donald, 8 Carroll, 9 Alexander, 10 Rogers, 11 Bright, 12 Agrums, 13 Van der Putten, 14 Stiff, 15 Witkowski, All. -                                                  |
| 9. | Israele            | Israele under 224 Muchtary, 5 Baloul, 6 D. Cohen, 7 Cohen-Mintz, 8 Ashkenazi, 9 Adler, 10 Kattash, 11 Amisha, 12 Lahav, 13 E. Cohen, 14 Shelef, 15 Naaman, All. Nahum Lewinsky                                              |
| 10. | Angola             | Angola under 224 Belchior, 5 Paulo, 6 Morais, 7 Lutonda, 8 Domingos, 9 E. Victoriano, 10 Neto, 11 Fonseca, 12 Chipongue, 13 Lemos, 14 Tchiengo, 15 J. Victoriano, All. -                                                    |
| 11. | Corea del Sud      | Corea del Sud under 224 Choe M., 5 Kim S., 6 Lee, 7 Hong, 8 U, 9 Mun, 10 Kim Y., 11 Kim J., 12 Hyeon, 13 Jo, 14 Jeon, 15 Seo, All. Choe Bu-yeong                                                                            |
| 12. | Taipei cinese      | Taiwan under 224 Tsai, 5 Lee, 6 Fan, 7 Lin, 8 Hsiang, 9 Ko, 10 Lai, 11 Kuo, 12 Sun, 13 Lo, 14 Liu, 15 Huang, All. - |